# Joker: Folie à Deux (Music from the Motion Picture)
Joker: Folie à Deux (Music from the Motion Picture) è una colonna sonora  dell'attore statunitense Joaquin Phoenix e della cantautrice statunitense Lady Gaga, pubblicata il 4 ottobre 2024 dalla WaterTower e Interscope.

## Tracce
1. Nick Cave – Slap That Bass/Get Happy/What the World Needs Now Is Love – 3:16 (testo: Burt Bacharach, George Gershwin, Hal David, Harold Arlen, Ira Gershwin, Ted Koehler)
2. Joaquin Phoenix – For Once in My Life – 2:49 (testo: Orlando Murden, Ron Miller)
3. Lady Gaga, Joaquin Phoenix – If My Friends Could See Me Now – 3:12 (testo: Cy Coleman, Dorothy Fields)
4. Lady Gaga – Folie à Deux – 1:44 (testo: Stefani Germanotta)
5. Joaquin Phoenix, Lady Gaga – Bewitched – 2:58 (testo: Lorenz Hart, Richard Rodgers)
6. Lady Gaga – That's Entertainment – 1:40 (testo: Arthur Schwartz, Howard Dietz)
7. Joaquin Phoenix – When You're Smiling (The Whole World Smiles with You) – 1:45 (testo: Joe Goodwin, Larry Shay, Mark Fisher)
8. Joaquin Phoenix, Lady Gaga – To Love Somebody – 1:49 (testo: Barry Gibb, Robin Gibb)
9. Lady Gaga, Joaquin Phoenix – (They Long to Be) Close to You – 2:48 (testo: Burt Bacharach, Hal David)
10. Joaquin Phoenix – The Joker – 2:47 (testo: Anthony Newley, Leslie Bricusse)
11. Lady Gaga, Joaquin Phoenix – Gonna Build a Mountain – 3:41 (testo: Anthony Newley, Leslie Bricusse)
12. Lady Gaga – I've Got the World on a String – 3:18 (testo: Harold Arlen, Ted Koehler)
13. Joaquin Phoenix – If You Go Away – 3:19 (testo: Jacques Brel, Rod McKuen)
14. Joaquin Phoenix – Gonna Build a Mountain (Reprise) – 1:52 (testo: Anthony Newley, Leslie Bricusse)
15. Lady Gaga – That's Life – 3:03 (testo: Dean Kay, Kelly Gordon)
16. Joaquin Phoenix – True Love Will Find You in the End – 2:02 (testo: Daniel Johnston)

Note
- If You Go Away è tradotta in inglese.

## Classifiche
| Classifica (2024)         | Posizione massima |
| ------------------------- | ----------------- |
| Australia                 | 10                |
| Belgio (Fiandre)          | 51                |
| Belgio (Vallonia)         | 29                |
| Croazia                   | 40                |
| Francia                   | 39                |
| Germania                  | 43                |
| Irlanda (compilation)     | 6                 |
| Italia                    | 92                |
| Polonia                   | 62                |
| Portogallo                | 59                |
| Regno Unito (compilation) | 9                 |
| Spagna                    | 44                |
| Stati Uniti (compilation) | 6                 |
| Svizzera                  | 21                |